# Metaxà

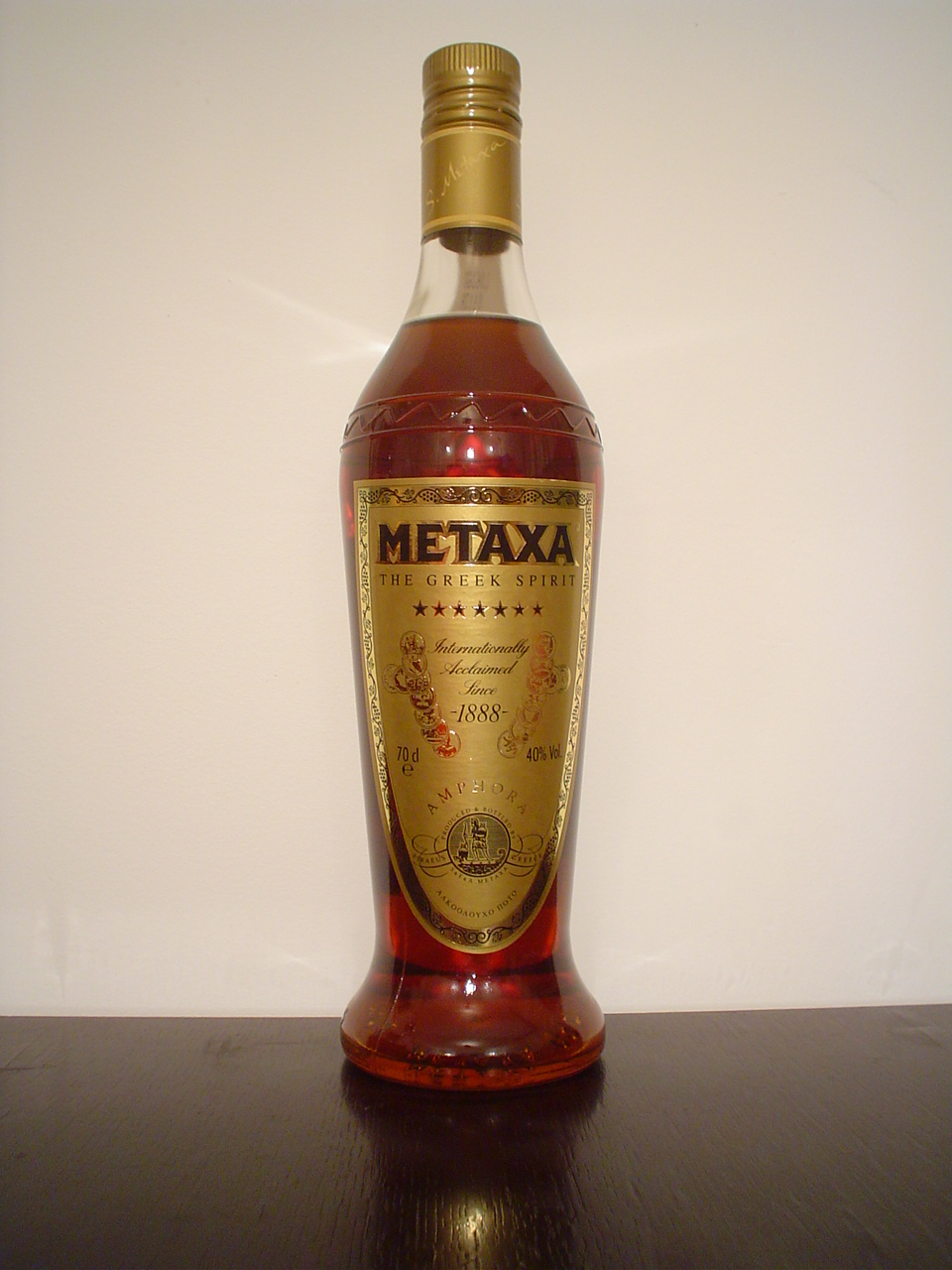
Metaxà en la característica ampolla en forma d'àmfora

Metaxà (grec: μεταξά) és una beguda alcohòlica grega inventada per Spiros Metaxàs el 1888.
Es produeix a partir d'una barreja de brandi i vi produït de les varietats de raïm Savatiano, Sultanina i Korinthaki. D'aquesta barreja, es destil·la un brandi d'entre 82 i 86 graus, depenent dels procediments i de les característiques dels vins utilitzats. Aquest brandi madura durant uns anys i després es filtra amb una combinació d'herbes, la barreja exacta de les quals només coneixen unes poques persones. A continuació també s'hi barreja amb un moscat anyenc de les illes gregues de Samos i Lemnos, i continua madurant en bótes fins a finalitzar el procés i obtenir la qualitat desitjada.

## Història
Spiros Metaxàs va anar a viure al Pireu el 1880 i va comprar uns terrenys amb vinyes al sud de l'Àtica, on va combinar diferents vins i va destil·lar el seu primer brandi de manera tradicional. La producció comercial, sota el seu nom, va començar a una fàbrica pròpia el 1888, i entre els seus primers clients havia el rei Jordi I de Grècia i altres persones de l'alta societat grega, sèrbia, russa i etiòpica. Va tenir tant èxit que el 1900 va obrir la segona fàbrica i, cinc anys més tard, el sultà Abdul Hamid II de l'Imperi Otomà es va aficionar al Metaxà.